# Gbely
Gbely es una ciudad situada en el distrito de Skalica, en la región de Trnava, Eslovaquia. Tiene una población estimada, en septiembre de 2024, de 4847 habitantes.
Está ubicada en los Pequeños Cárpatos, cerca del río Váh (cuenca hidrográfica del Danubio) y de la frontera con la República Checa.

## Demografía
| Año        | 1994 | 2004    | 2014    | 2024    |
| ---------- | ---- | ------- | ------- | ------- |
| Población  | 5275 | 5119    | 5183    | 4837    |
| Diferencia |      | −2,95 % | +1,25 % | −6,67 % |

| Año        | 2023 | 2024    |
| ---------- | ---- | ------- |
| Población  | 4864 | 4837    |
| Diferencia |      | −0,55 % |